# Michael John Malone
Michael John Malone (Willoughby, 23 ottobre 1939) è un vescovo cattolico australiano, dal 4 aprile 2011 vescovo emerito di Maitland-Newcastle.

## Biografia
Michael John Malone è nato il 23 ottobre 1939 a Willoughby, un sobborgo di Sydney.
È entrato in seminario a 18 anni e al termine degli studi è stato ordinato presbitero nella cattedrale di Santa Maria il 18 luglio 1964 dal cardinale Norman Gilroy, incardinandosi nell'arcidiocesi di Sydney.
Dopo l'ordinazione sacerdotale è stato nominato sacerdote assistente ad Annandale, dove si è occupato di applicare le riforme liturgiche proposte dal Concilio Vaticano II.
Il 12 dicembre 1994 papa Giovanni Paolo II lo ha nominato vescovo coadiutore di Maitland-Newcastle. Ha ricevuto l'ordinazione episcopale il 15 febbraio 1995 per imposizione delle mani del vescovo Leo Morris Clarke. È succeduto al governo della sede il 3 novembre dello stesso anno.
Nel 2009 si è reso protagonista di un peculiare incidente dottrinale, avendo egli accettato di celebrare il rito della confermazione congiuntamente al vescovo anglicano Brian Farran della diocesi di  Newcastle. Nell'occasione la Santa Sede ha dovuto intervenire e imporre la sospensione del rito “per non generare confusione tra i fedeli”, sottoponendo anche il vescovo Malone ad una verifica.
Durante il suo ministero ha dovuto affrontare lo scandalo che ha travolto la diocesi alla scoperta dei numerosi e gravissimi casi di abusi sessuali commessi da alcuni preti nel corso degli anni. Nel 2008 ha pubblicamente chiesto perdono per i crimini commessi nel passato, ma lui stesso è stato criticato per la cattiva gestione degli abusi.
Nel 2002 infatti aveva deciso di trasferire un prete della diocesi, James Fletcher, indagato dalla polizia per pedofilia, in una scuola, omettendo di avvisare l'istituto delle indagini in corso.
Durante l'inchiesta della Commissione Speciale d'Inchiesta del NSW sugli abusi sessuali del 2013, il vescovo Malone ha ammesso di essersi trovato in una situazione fuori dal suo ambito nell'affrontare questioni di tutela dei minori durante il suo mandato. Ha affermato di aver chiuso un occhio su decenni di denunce contro Dennis McAlinden, un famigerato sacerdote della diocesi, giustificandosi perché trovava troppo disgustosa tutta la faccenda.
Ha retto la diocesi per 15 anni, rassegnando le dimissioni il 4 aprile 2011 a causa dello stress e della fatica, dichiarando di essersi sentito emotivamente prosciugato e avvilito per l'esposizione mediatica.

## Genealogia episcopale
La genealogia episcopale è:
- Cardinale Scipione Rebiba
- Cardinale Giulio Antonio Santori
- Cardinale Girolamo Bernerio, O.P.
- Arcivescovo Galeazzo Sanvitale
- Cardinale Ludovico Ludovisi
- Cardinale Luigi Caetani
- Cardinale Ulderico Carpegna
- Cardinale Paluzzo Paluzzi Altieri degli Albertoni
- Papa Benedetto XIII
- Papa Benedetto XIV
- Papa Clemente XIII
- Cardinale Marcantonio Colonna
- Cardinale Giacinto Sigismondo Gerdil, B.
- Cardinale Giulio Maria della Somaglia
- Cardinale Carlo Odescalchi, S.I.
- Cardinale Costantino Patrizi Naro
- Cardinale Serafino Vannutelli
- Cardinale Domenico Serafini, O.S.B.
- Cardinale Pietro Fumasoni Biondi
- Arcivescovo Filippo Bernardini
- Cardinale Norman Gilroy
- Cardinale James Darcy Freeman
- Vescovo Leo Morris Clarke
- Vescovo Michael John Malone